# Liste der Baudenkmale in Gerswalde
In der Liste der Baudenkmale in Gerswalde sind alle Baudenkmale der brandenburgischen Gemeinde Gerswalde und ihrer Ortsteile aufgelistet. Grundlage ist die Veröffentlichung der Landesdenkmalliste mit dem Stand vom 31. Dezember 2021.

## Legende
In den Spalten befinden sich folgende Informationen:
- ID-Nr.: Die Nummer wird vom Brandenburgischen Landesamt für Denkmalpflege vergeben. Ein Link hinter der Nummer führt zum Eintrag über das Denkmal in der Denkmaldatenbank. In dieser Spalte kann sich zusätzlich das Wort Wikidata befinden, der entsprechende Link führt zu Angaben zu diesem Denkmal bei Wikidata.
- Lage: die Adresse des Denkmales und die geographischen Koordinaten. Link zu einem Kartenansichtstool, um Koordinaten zu setzen. In der Kartenansicht sind Denkmale ohne Koordinaten mit einem roten beziehungsweise orangen Marker dargestellt und können in der Karte gesetzt werden. Denkmale ohne Bild sind mit einem blauen bzw. roten Marker gekennzeichnet, Denkmale mit Bild mit einem grünen beziehungsweise orangen Marker.
- Bezeichnung: Bezeichnung in den offiziellen Listen des Brandenburgischen Landesamtes für Denkmalpflege. Ein Link hinter der Bezeichnung führt zum Wikipedia-Artikel über das Denkmal.
- Beschreibung: die Beschreibung des Denkmales
- Bild: ein Bild des Denkmales und gegebenenfalls einen Link zu weiteren Fotos des Baudenkmals im Medienarchiv Wikimedia Commons

## Allgemein
| ID-Nr.   | Lage               | Bezeichnung                                                                                | Beschreibung | Bild |
| -------- | ------------------ | ------------------------------------------------------------------------------------------ | ------------ | ---- |
| 09130455 | Herrenstein (Lage) | Denkmalbereichssatzung der Gemeinde Gerswalde, Landkreis Uckermark, für den OT Herrenstein |              | BW   |

## Baudenkmale in den Ortsteilen

### Berkenlatten
| ID-Nr.   | Lage                      | Bezeichnung          | Beschreibung | Bild           |
| -------- | ------------------------- | -------------------- | ------------ | -------------- |
| 09130483 | Ort Berkenlatten 1 (Lage) | Wüste Kirche (Ruine) |              | weitere Bilder |

### Buchholz
| ID-Nr.                           | Lage                   | Bezeichnung                                                                                         | Beschreibung                                  | Bild |
| -------------------------------- | ---------------------- | --------------------------------------------------------------------------------------------------- | --------------------------------------------- | ---- |
| 09130409                         | Ort Buchholz 8 (Lage)  | Wohnhaus                                                                                            |                                               | BW   |
| 09132060                         | Ort Buchholz 17 (Lage) | Forstgehöft (Unterförsterei) mit Wohnhaus, Stallgebäude, Scheune, Pflasterung und Einfriedungsmauer |                                               | BW   |
| 09132061 Teilobjekt zu: 09132060 | Ort Buchholz 17 (Lage) | Wohnhaus                                                                                            |                                               | BW   |
| 09132062 Teilobjekt zu: 09132060 | Ort Buchholz 17 (Lage) | Stall                                                                                               | Der Stall liegt auf der Ostseite des Hofes.   | BW   |
| 09132063 Teilobjekt zu: 09132060 | Ort Buchholz 17 (Lage) | Scheune                                                                                             | Die Scheune liegt an der Westseite des Hofes. | BW   |

### Fergitz
| ID-Nr.                           | Lage                  | Bezeichnung                                                | Beschreibung | Bild   |
| -------------------------------- | --------------------- | ---------------------------------------------------------- | --- | ------ |
| 09131359                         | Ort Fergitz 11 (Lage) | Dorfschule, bestehend aus Schulhaus und Wirtschaftsgebäude | | BW     |
| 09131360 Teilobjekt zu: 09131359 | Ort Fergitz 11 (Lage) | Scheune und Stall                                          | Die Scheune und der Stall befinden sich hinter dem Schulhaus. | BW     |
| 09130520                         | Ort Fergitz 17 (Lage) | Kirche                                                     | Die Dorfkirche wurde in der ersten Hälfte des 14. Jahurndert erbaut. Der Westturm wurde 1723 angefügt. 1727 kam die Fachwerkvorhalle im Süden der Kirche hinzu. Im Innen befindet sich eine Balkendecke. Der Kanzelaltar stammt aus dem 18. Jahrhundert. | Kirche |

### Friedenfelde
| ID-Nr.   | Lage                      | Bezeichnung                                          | Beschreibung | Bild           |
| -------- | ------------------------- | ---------------------------------------------------- | --- | -------------- |
| 09131358 | (Lage)                    | Pflasterstraße mit Lindenallee, Friedenfelde-Neudorf | Die Pflasterstraße läuft vom Friedenfelder Weg in Friedenfelde nach Neudorf bis etwa 300 Meter hinter dem Abzweig nach Luisenhof. Auf beiden Seiten der Straße befinden sich Linden. | BW             |
| 09130433 | Ort Friedenfelde 6 (Lage) | Gutshaus                                             | | weitere Bilder |

### Gerswalde
| ID-Nr.                           | Lage                    | Bezeichnung | Beschreibung | Bild                                                          |
| -------------------------------- | ----------------------- | --- | --- | ------------------------------------------------------------- |
| 09130452                         | (Lage)                  | Wasserburg (Ruine) | Die Wasserburg dürfte zwischen 1239 und 1250 von den Markgrafen von Brandenburg erbaut worden sein. Sie sollte die askanischen Gebiete der Uckermark gegen Pommern und Mecklenburg schützen. | weitere Bilder                                                |
| 09130451                         | Ziegenwinkel 16a (Lage) | Kirche | | weitere Bilder                                                |
| 09101106 Teilobjekt zu: 09130451 | Ziegenwinkel 16a (Lage) | Orgel | | BW                                                            |
| 09131002                         | Dorfmitte 8 (Lage)      | Brauerei (später Schlächterei) | | BW                                                            |
| 09130453                         | Dorfmitte 11, 17 (Lage) | Gutsanlage, bestehend aus Herrenhaus, Gutspark mit Parkmauer sowie Gutsgärtnerei mit Gärtnerhaus, Gewächshaus („Palmenhaus“), gärtnerischen Anlagen und Grundstückseinfriedung | | weitere Bilder                                                |
| 09311758 Teilobjekt zu: 09130453 | Dorfmitte 17 ()         | Herrenhaus | | ein Bild hochladen                                            |
| 09131385 Teilobjekt zu: 09130453 | Dorfmitte 17 ()         | Gutspark | | ein Bild hochladen                                            |
| 09131386 Teilobjekt zu: 09130453 | Dorfmitte 11 ()         | Gärtnerei | Die Gärtnerei befindet sich östlich des Herrenhauses. | ein Bild hochladen                                            |
| 09131387 Teilobjekt zu: 09130453 | Dorfmitte 11 ()         | Wohnhaus | | Wohnhaus                                                      |
| 09131388 Teilobjekt zu: 09130453 | Dorfmitte 11 (Lage)     | Wirtschaftsgebäude | | Wirtschaftsgebäude                                            |
| 09131389 Teilobjekt zu: 09130453 | Dorfmitte 11 ()         | Gewächshaus / Orangerie | | ein Bild hochladen                                            |
| 09130843                         | Lindenplatz 4 (Lage)    | Hofanlage mit Wohnhaus, zwei Stallgebäuden und Feldsteinmauer | | Hofanlage mit Wohnhaus, zwei Stallgebäuden und Feldsteinmauer |
| 09131942 Teilobjekt zu: 09130843 | Lindenplatz 4 ()        | Wohnhaus | | ein Bild hochladen                                            |
| 09131943 Teilobjekt zu: 09130843 | Lindenplatz 4 ()        | Stall | | ein Bild hochladen                                            |

### Groß Fredenwalde
| ID-Nr.                           | Lage                        | Bezeichnung                                                              | Beschreibung | Bild                                                                     |
| -------------------------------- | --------------------------- | ------------------------------------------------------------------------ | --- | ------------------------------------------------------------------------ |
| 09131264                         | Ort Böckenberg 6 (Lage)     | Schrotmühle Böckenberg                                                   | | Schrotmühle Böckenberg                                                   |
| 09130482 Wikidata                | Ort Groß Fredenwalde (Lage) | Kirche                                                                   | Die evangelische Kirche stammt aus der zweiten Hälfte des 13. Jahrhunderts. Im Jahre 1735 wurde die Kirche stark verändert und erneuert. Im Inneren ist die Westempore aus dem Jahre 1585. | weitere Bilder                                                           |
| 09131211 Teilobjekt zu: 09130482 | Ort Groß Fredenwalde (Lage) | Taufengel                                                                | | BW                                                                       |
| 09130933                         | Groß Fredenwalde 7 (Lage)   | Stallgebäude                                                             | | Stallgebäude                                                             |
| 09130934                         | Ort Fredenwalde 14 (Lage)   | Gutsanlage, bestehend aus Herrenhaus und Park mit Resten der Einfriedung | | Gutsanlage, bestehend aus Herrenhaus und Park mit Resten der Einfriedung |
| 09131988 Teilobjekt zu: 09130934 | Ort Fredenwalde 14 (Lage)   | Herrenhaus                                                               | | BW                                                                       |
| 09131989 Teilobjekt zu: 09130934 | Ort Fredenwalde 14 (Lage)   | Gutspark                                                                 | | BW                                                                       |
| 09130952                         | Groß Fredenwalde 22 (Lage)  | Wohnhaus                                                                 | | Wohnhaus                                                                 |

### Kaakstedt
| ID-Nr.                           | Lage   | Bezeichnung | Beschreibung | Bild           |
| -------------------------------- | ------ | ----------- | ------------ | -------------- |
| 09130519                         | (Lage) | Kirche      |              | weitere Bilder |
| 09131781 Teilobjekt zu: 09130519 | (Lage) | Taufengel   |              | BW             |
| 09131120 Teilobjekt zu: 09130519 | (Lage) | Orgel       |              | BW             |

### Pinnow
| ID-Nr.                           | Lage   | Bezeichnung                                               | Beschreibung | Bild           |
| -------------------------------- | ------ | --------------------------------------------------------- | ------------ | -------------- |
| 09130581 Wikidata                | (Lage) | Kirche mit Kirchhofseinfriedung und Erbbegräbnis Buchwald |              | weitere Bilder |
| 09131814 Teilobjekt zu: 09130581 | (Lage) | Kirchhofsmauer                                            |              | BW             |
| 09131815 Teilobjekt zu: 09130581 | (Lage) | Erbbegräbnis                                              |              | Erbbegräbnis   |
| 09131091 Teilobjekt zu: 09130581 | (Lage) | Orgel                                                     |              | BW             |